# ISO 9362
L'ISO 9362, meglio noto come codice SWIFT o codice BIC, è lo standard che definisce i bank identifier codes (codici d'identificazione bancaria) approvato dall'Organizzazione internazionale per la normazione (ISO).
L'assegnazione dei codici BIC viene gestita dalla SWIFT (Società per la telecomunicazione finanziaria interbancaria mondiale), da cui anche la denominazione di "codice SWIFT".

## Caratteristiche
Questi codici vengono utilizzati per i trasferimenti di denaro tra banche, specialmente nelle transazioni internazionali, per le quali è spesso ancora necessario nonostante l'entrata in vigore dell'IBAN. Il codice SWIFT può essere lungo 8 o 11 caratteri:
- 4 caratteri rappresentano la banca;
- 2 caratteri rappresentano la nazione secondo lo standard ISO 3166-1 alpha-2 (eccezionalmente, SWIFT ha assegnato il codice XK alla repubblica del Kosovo, che non ha un codice di paese ISO 3166-1);
- 2 caratteri rappresentano la posizione geografica della banca (alfabetici o numerici) per distinguere le banche all'interno dello stesso paese (città, stato, provincia);
- 3 caratteri opzionali rappresentano la filiale (XXX rappresenta la sede centrale della banca, LEC per una filiale di Lecco).

Nel caso in cui il codice sia composto da 8 caratteri o gli ultimi tre siano tre lettere X si può assumere che il codice sia riferito alla sede centrale della banca. L'uso del codice a 11 cifre invece fa sì che l'ordine di pagamento sia diretto ad una specifica filiale.

## Codici non connessi alla rete SWIFT
Anche se i codici BIC vengono definiti codici SWIFT perché assegnati dalla società SWIFT, in ambito finanziario questo non è del tutto esatto. Esistono codici BIC che non sono considerati codici SWIFT (Non-SWIFT BIC) perché non sono connessi direttamente alla rete SWIFT per i pagamenti esteri. Vengono utilizzati per transazioni manuali e potrebbero essere rifiutati da alcuni sistemi. Pertanto, per ricevere bonifici dall'estero, è consigliabile rivolgersi alla propria banca affinché fornisca uno SWIFT BIC connesso alla rete (ad esempio, per UniCredit è UNCRITMM, per Deutsche Bank Italia è DEUTITMM, per Intesa Sanpaolo è BCITITMM). Si riconoscono dall'ottavo carattere: se è un "1" è un BIC non-SWIFT.